# Flughafen Alta

i7
i11
i13
Der Flughafen Alta (IATA-Code: ALF, ICAO-Code: ENAT) ist ein Flughafen in Nordnorwegen. Er befindet sich sechs Kilometer nordöstlich des Stadtzentrums von Alta. Betreiber des Flughafens ist das norwegische Staatsunternehmen Avinor.

## Geschichte
Der Flughafen Alta wurde 1963 eröffnet. Für den Bau des Flughafens wurde am Südufer des Altafjords künstlich Land aufgeschüttet, um einen Bau im hügeligen Umland zu umgehen.

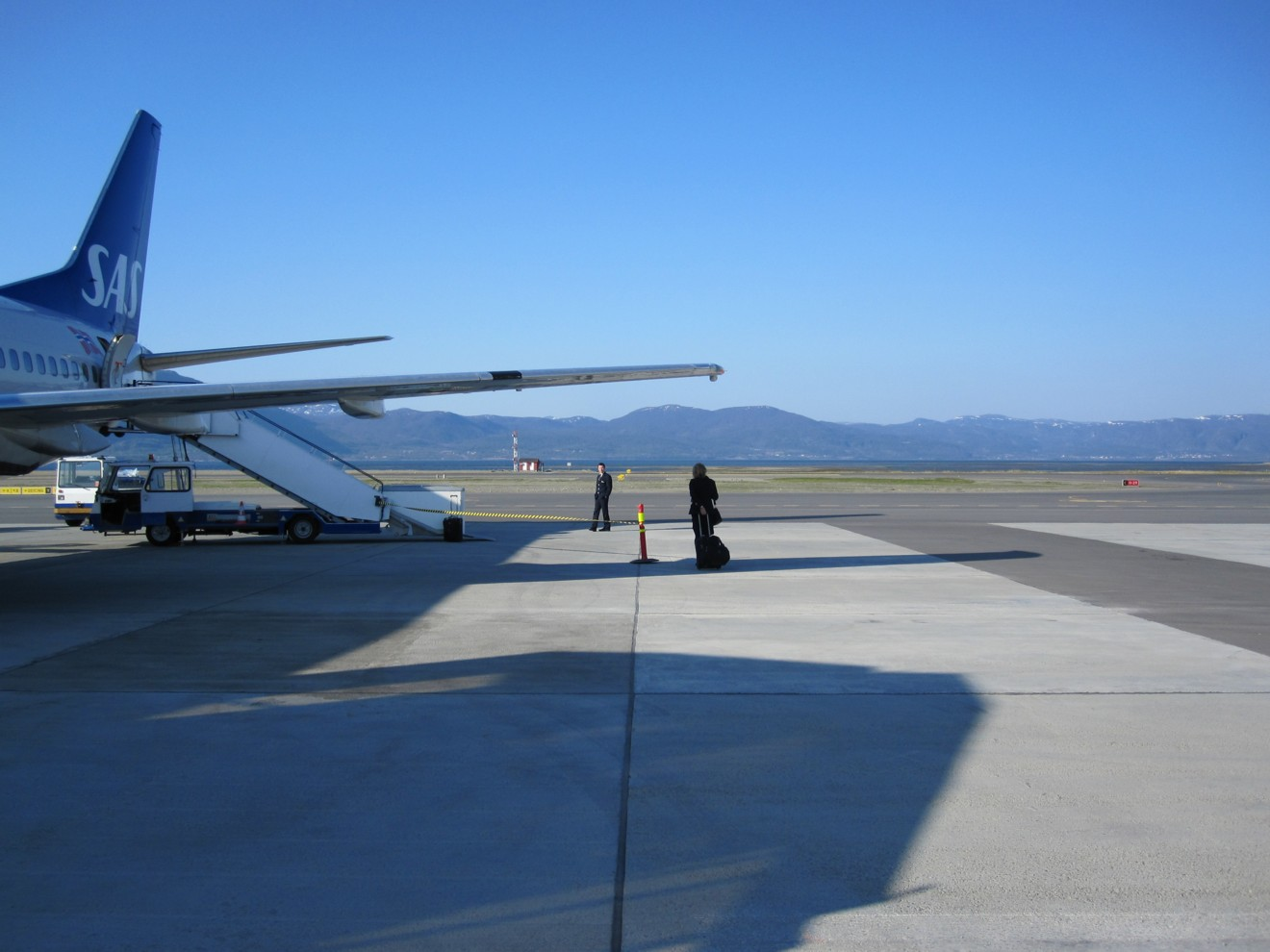
Flughafen Alta, im Hintergrund der Altafjord

## Verbindungen
Der Flughafen Alta wird von den Fluggesellschaften SAS, Norwegian und Widerøe angeflogen (Stand September 2013).
Direkte Linienflugverbindungen gibt es nach Båtsfjord, Hammerfest, Honningsvåg, Kirkenes, Lakselv, Mehamn, Oslo, Sørkjosen, Tromsø und Vadsø; zusätzlich werden Charterflüge nach Burgas angeboten.